# Idiocera (Idiocera) longipennis
Idiocera (Idiocera) longipennis is een tweevleugelige uit de familie steltmuggen (Limoniidae). De soort komt voor in het Oriëntaals gebied.